# Dacia Manifesto
Le Dacia Manifesto est un concept car de buggy électrique à traction intégrale et à garde au sol élevée, présenté officiellement par le constructeur automobile roumain Dacia le 16 septembre 2022,,.

## Dacia Sandrider
Le concept Manifesto a servi d'inspiration au prototype Sandrider qui est présenté au Dakar 2025.